# Hipoglikemija
Hipoglikemija je nenormalno znižana koncentracija glukoze v krvi. Najpogosteje se pojavi kot zaplet pri zdravljenju diabetesa. Najpomembnejša posledica je nezadostna preskrba možganov z glukozo, kar lahko povzroči vrsto simptomov, od splošnega slabega počutja prek epileptičnih napadov do nezavesti in v najhujših primerih celo trajne možganske okvare ali smrt.